# Яне, Па Моду
Па Моду Яне (англ. Pa Modou Jagne; 28 декабря 1989) — гамбийский футболист, полузащитник.

## Клубная карьера
Яне — воспитанник клуба «Гамбия Портс Ауторити». Летом 2007 года стал игроком швейцарского клуба «Виль». С 2013 по 2017 года полузащитник выступал «Сьон», куда перешёл свободным агентом. 13 июля в матче против «Янг Бойз» Па Моду дебютировал за новый клуб. 9 марта 2014 года в поединке против «Люцерны» отметился первым голом.
В июне 2017 подписал двухлетний контракт с «Цюрихом».

## Международная карьера
За сборную Гамбии Яне дебютировал в 18 лет в рамках отборочного турнира к ЧМ-2010. С 2008 года он получает регулярные вызовы в неё. За национальную команду полузащитник провёл 13 игр.